# Bamra jucunda
Bamra jucunda is een vlinder uit de familie spinneruilen (Erebidae). De wetenschappelijke naam is voor het eerst geldig gepubliceerd in 1962 door Griveaud & Viette.
De soort komt voor in tropisch Afrika.